# Paktolos

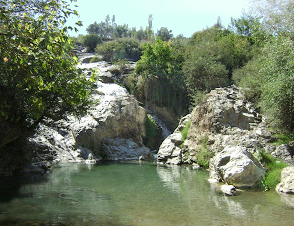
Paktolos

De Paktolos (Oudgrieks: Πακτωλός / Paktōlós) is de antieke naam voor een rivier nabij de Egeïsche kust van Turkije. De huidige Turkse naam is Sart Çayı. Ze stond bekend om het elektrum dat het bevatte; dit metaal was de basis van de Lydische economie.

## Mythes
Volgens een verhaal van de Romeinse dichter Ovidius was dit de rivier waarin koning Midas een vloek wegwaste. Die vloek, namelijk dat alles wat Midas aanraakte in goud veranderde, ging over op de rivier en zo zou het aanwezige goudstof kunnen worden verklaard. Historicus Herodotus stelde dat bij deze rivier de oorsprong lag van Croesus' rijkdom.